# Marin al II-lea de Neapole
Marin al II-lea de Neapole (d. 992) a fost duce de Neapole de la 968 până la moarte.
Marin a fost fiul și succesorul ducelui Ioan al III-lea de Neapole și a trecut Neapole din nou sub stăpânirea bizantină, primind de la bizantini titlul de eminentissimus consul et dux, atque imperialis anthipatus patricius. În anul 970, Marin a prestat omagiu pentru ducatul său patrikios-ului Eugeniu, după aruncarea în închisoare a lui Pandulf Cap de Fier, principe longobard de Capua și de Benevento. În continuare, ducele Marin a participat la asediul Capuei. Cu acea ocazie, el a devastat regiunile rurale din împrejurimi și a pus mâna pe o pradă imensă înainte ca o armată trimisă de împăratul german Otto I cel Mare să îi silească pe bizantini să se retragă. În 974 Marin s-a aliat cu Manso I (duce de Amalfi) și Landulf de Conza, în scopul de a-l depune pe principele  longobardul Gisulf I de Salerno). Totuși, aliații au fost înfrânți ca urmare a intervenției lui Pandulf I Cap de Fier. În data de 4 noiembrie 981, împăratul Otto al II-lea a sosit la Napoli, probabil cu permisiunea lui Marinus, care încerca să se debaraseze de dependența de Bizanț.
După moartea lui Marin al II-lea, ducatul de Neapole a trecut în mâinile fiului său, Sergiu al III-lea.
În 975, Marin a făcut o donație bisericii urbane a Sfinților Severin și Sossus din Napoli.